# Liste des députés européens d'Irlande (pays) de la 3e législature

Ceci est une liste des 15 députés européens de l'Irlande élus lors des élections européennes de 1989. Ils ont servi de 1989 à 1994.

## Liste
| Nom                | Circonscription | Parti                    | Groupe      | Groupe |
| ------------------ | --------------- | ------------------------ | ----------- | ------ |
| Niall Andrews      | Dublin          | Fianna Fáil              | RDE         |        |
| Mary Banotti       | Dublin          | Fine Gael                | PPE         |        |
| Neil Blaney        | Connacht–Ulster | Independent Fianna Fáil  | Arc-en-ciel |        |
| Patrick Cooney     | Leinster        | Fine Gael                | PPE         |        |
| Pat Cox            | Munster         | Démocrates progressistes | LDR         |        |
| John Cushnahan     | Munster         | Fine Gael                | PPE         |        |
| Proinsias De Rossa | Dublin          | Parti des travailleurs   | GUE         |        |
| Barry Desmond      | Dublin          | Parti travailliste       | PSE         |        |
| Gene Fitzgerald    | Munster         | Fianna Fáil              | RDE         |        |
| Jim Fitzsimons     | Leinster        | Fianna Fáil              | RDE         |        |
| Mark Killilea      | Connacht–Ulster | Fianna Fáil              | RDE         |        |
| Patrick Lalor      | Leinster        | Fianna Fáil              | RDE         |        |
| Paddy Lane         | Munster         | Fianna Fáil              | RDE         |        |
| T. J. Maher        | Munster         | Indépendant              | LDR         |        |
| Joe McCartin       | Connacht–Ulster | Fine Gael                | PPE         |        |